# Слакбаш (Белебеївський район)
Слакба́ш (рос. Слакбаш, башк. Ыҫлаҡбаш) — село у складі Белебеївського району Башкортостану, Росія. Адміністративний центр Слакбашівської сільської ради.
Населення — 551 особа (2010; 550 в 2002).
Національний склад:
- чуваші — 91 %